# Bánky Vilma
Bánky Vilma (eredetileg: Koncsics) (Nagydorog, 1901. január 9. – Los Angeles, Kalifornia, USA, 1991. március 18.) magyar színésznő, az amerikai némafilmek egyik legnagyobb magyar sztárja. Munkásságának elismerése, hogy csillagot kapott a hollywoodi hírességek sétányán. Bánky Viktor (1899–1967) filmrendező húga.
Színészi pályafutása Budapesten kezdődött, majd Németországban, Ausztriában és Franciaországban készített filmekben folytatódott. Filmes karrierjének teljesen új szakaszát jelentette, amikor 1925-ben Hollywoodba szerződött. A leghíresebb amerikai színészek közé sorolják A fekete sas és A sejk fia című némafilmeknek köszönhetően, amelyekben Rudolph Valentino mellett szerepelt, és néhány romantikus jelenetben Ronald Colman partnere is volt (A sötét angyal). Az 1920-as években több fiatal európai színésztehetséget is átcsábítottak Amerikába, így az ő filmkarrierjéhez hasonló volt például a svéd Greta Garbo amerikai pályafutása is.
Személyét a némafilmkorszak (Age of the Silver Screen) egyik  legnagyobbjaként tartja számon az amerikai, és az egyetemes filmtörténet. A hangosfilmkorszak beköszöntével azonban Vilma Banky csillaga leáldozott. Készítettek vele még két „beszélő filmet”, ezek azonban nem hozták meg a várt bevételt, ezért visszavonult a filmezéstől. Színpadon még szerepelt egy ideig, hiszen évekig játszott férjével a Broadway egyik színházában. Az 1930-as évektől már jobbára az üzleti élettel, ingatlanok adás-vételével foglalkozott, és közben segítette párja karrierjét, valamint hobbijának, a golfozásnak élt. Hollywoodi házában szívesen látott vendégek voltak az Amerikába vetődött honfitársai, többüknek is segítette az ottani boldogulását.

## Élete

### Származása és a kezdetek
Római katolikus családba született Koncsics Vilma néven. Szülei: Bánky Koncsics János (1875-1948) kovácsmester,  majd tisztviselő és Ulbert Katalin (1880-1947) színésznő. Édesapja tisztviselőként dolgozott, majd Budapesten kapott rendőrőrmesteri beosztást. Vilma születése után nem sokkal Nagydorogról Budapestre költözött a család. Szerény körülmények között, tisztességben nevelték szülei bátyjával és húgával együtt. Józsefvárosban, a Práter utca egyik bérházában laktak. Iskolai tanulmányait az Egressy úti Polgári Iskola leányosztályában végezte, majd kereskedelmi iskolába járt. Iskolatársai szerény, csendes és inkább visszahúzódó személynek ismerték ebben az időben.
Vilma iskolai tanulmányai után gépírónő lett. Később munka mellett elvégezte Bolváry Géza és Mattyasovszky Ilona filmiskoláját, majd tehetségének köszönhetően Somlay Artúr magántanítványa lehetett. A Belvárosi Színházban - rövid ideig ugyan - mint prózai színésznő szerepelt. A Star Filmgyár által készített Tavaszi szerelem című magyar némafilmben játszott kisebb epizódszerepeket. Filmszínészi tehetsége hamar megmutatkozott, hiszen még alig szerepelt filmekben, de máris meghívást kapott Németországba.
1919-ben Berlinben lépett először főszerepben a kamera elé, és szerepelt több más nemzetközi filmben is. Az áttörést az hozta meg számára, hogy jelentős szerepet kapott Carl Boese egyik filmjében (Im Letzten Augenblick, 1919). 1921-ben még csak néhány magyar némafilmet forgatott, de máris elkezdtek érte versenyezni a külföldi filmgyárak. Ennek a népszerűségnek köszönhetően akkor már nevesnek számító színészek mellett szerepelt, például Bécsben Max Linder, a híres francia sztár partnereként A szerelem bolondja - A cirkusz királya című filmekben. Olyan korszakban kezdett színészettel foglalkozni, amikor a szerelmi történetek egyre merészebbek lettek. Fontos volt a nőiesség hangsúlyozása, és Bánky Vilma ideális színésznő volt ezekre a szerepekre. Egyik kezdeti filmje a Veszélyben a pokol című film is erre példa, ahol Petrovics Szvetiszláv partnere volt.
Akkoriban már többnyire Berlinben élt. Sokat utazott a forgatásokra és még 1921-ben Bécsbe, majd új életet kezdve, 1925-ben Hollywoodba szerződött. 1927-ben nevét hivatalosan is Koncsicsról Bánkyra változtatta.

### Színésznői pályafutása Hollywoodban

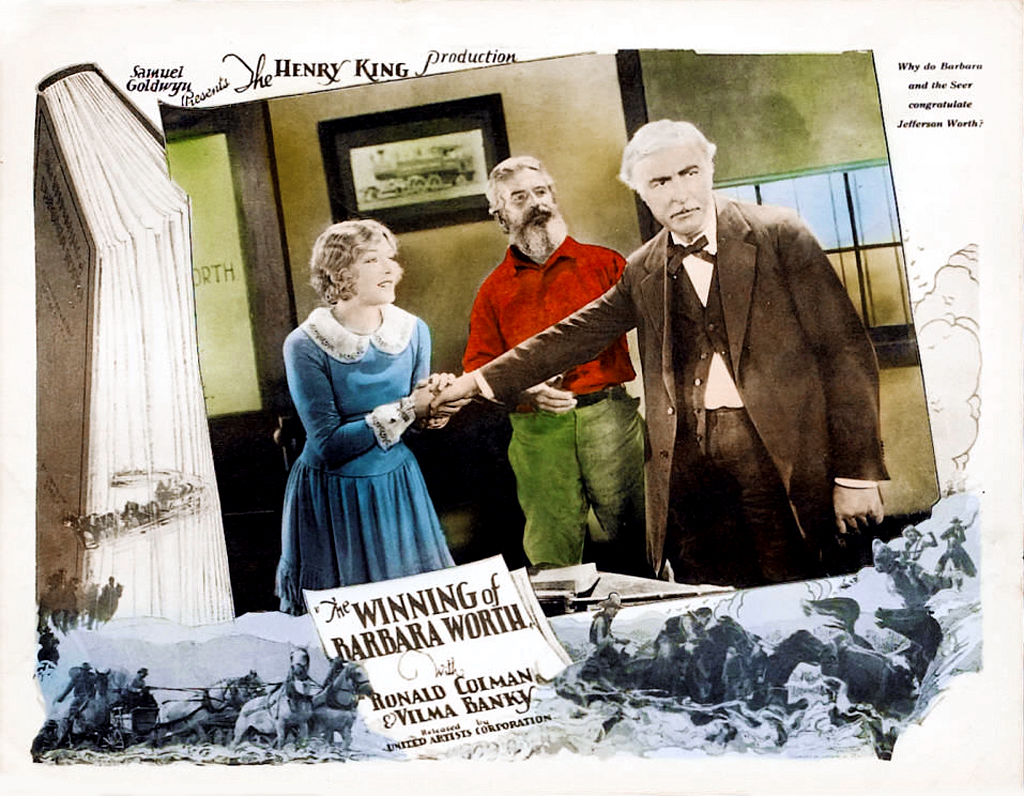
Barbara Worth győzelme című némafilm posztere (1926)

1925-ben Magyarországon egy német némafilmet forgatott. Azokban a napokban érkezett Budapestre Samuel Goldwyn, aki azért járt Európában, mert néhány kiváló színészt akart átcsábítani az amerikai filmiparba. Bánky Vilma nevét és fényképekről az arcát is ismerte, ám az első személyes találkozójuk végképp meggyőzte és leszerződtette a színésznőt. Elhagyta Európát, s ettől kezdve Vilma Banky néven a Metro-Goldwyn-Mayer birodalom egyik kiemelt színésznője lett. Amerikában elsőként tudatos marketingkampányt neki szerveztek, a törékeny, 163 cm magas, tengerkék szemű, szőke európai szépségnek.
Az ifjú színésznő bemutatása a Magyar Rapszódia címet viselő reklám keretében kezdődött. Az USA nagyvárosainak utcáit elárasztották Bánky Vilma poszterei, neonfények villogtak nevét beharangozva. Arcképe képeslapokon és újságok címlapján szerepelt. A filmstúdió nem bízta véletlenre a sikert, félmillió dollárra biztosította a színésznőt. Megtiltották, hogy repülőre szálljon – lóra csak sétalovagolás céljából ülhetett –, valamint azt is, hogy arcát és alakját engedély nélkül rögzítsék. Szerződése szerint vékony alakját meg kellett őriznie, ezért folyamatos diétát tartott. Kezdetben meg kellett küzdenie az irigységgel is, hiszen a távolból jött és hirtelen felkapott sztárt nem nagyon szerették a színésztársak. Ebben az időben is akadt pártfogója és Norma Talmadge vette a szárnyai alá és segítette az útkeresését.
Az amerikai hírnevet a kétkedőkre jól rácáfolva meghozta, hogy Rudolph Valentino (A sejk fia) és Ronald Colman partnere lehetett (A sötét angyal). Hamarosan a némafilm korszak egyik legismertebb filmcsillaga, romantikus szerelmi történetek vonzó külsejű és szép arcú hősnőjévé vált. A legjobban fizetett színészek közé emelkedett, karrierje csúcsán heti 5000 dollárt is megkeresett, ami akkoriban jelentős összegnek számított. A Colmannal alkotott párosuk népszerűsége vetekedett a másik felfedezett európai hölgy Greta Garbo és John Gilbert párosával.
1927-ben a kevésbé ismert Rod La Rocque (1898-1969) amerikai színész felesége lett, aki mellett annak haláláig kitartott. Férjéhez kötődik magyar szál is, hiszen közös jó barátjuk volt Várkonyi Mihály. Esküvőjük nagy szenzáció volt, amit a Goldwyn szervezett, és olyan esemény volt ez akkoriban, amihez hasonló pazar eseményt ritkán láthattak még Hollywoodban is. 1928-ban rövid időre férjével hazalátogatott Magyarországra. A sajtó kiemelt érdeklődése kísérte ezt az útját, és szülőhazájában szinte mozdulni sem tudott az őt mindig körülvevő újságíróktól. Választott hazájában viszont azt írták róla abban az évben, hogy „majdnem tökéletes angol-szász típus, aki angolabb az angolnál, bár valójában Budapesten született magyar.”
A hangosfilmek előretörésével párhuzamosan azonban csillaga leáldozott. Erős magyaros akcentussal beszélte az angolt, ezért lehetőséget ugyan kapott, de hangosfilmjeiben elvesztette az amerikai nézők érdeklődését. Ekkori filmjei már nem hozták meg a várt bevételt, és emiatt filmstúdiója bejelentette visszavonulását. Ezután még évekig játszott férjével a Broadway egyik színházában, utolsó szerepét 1933-ban játszotta.

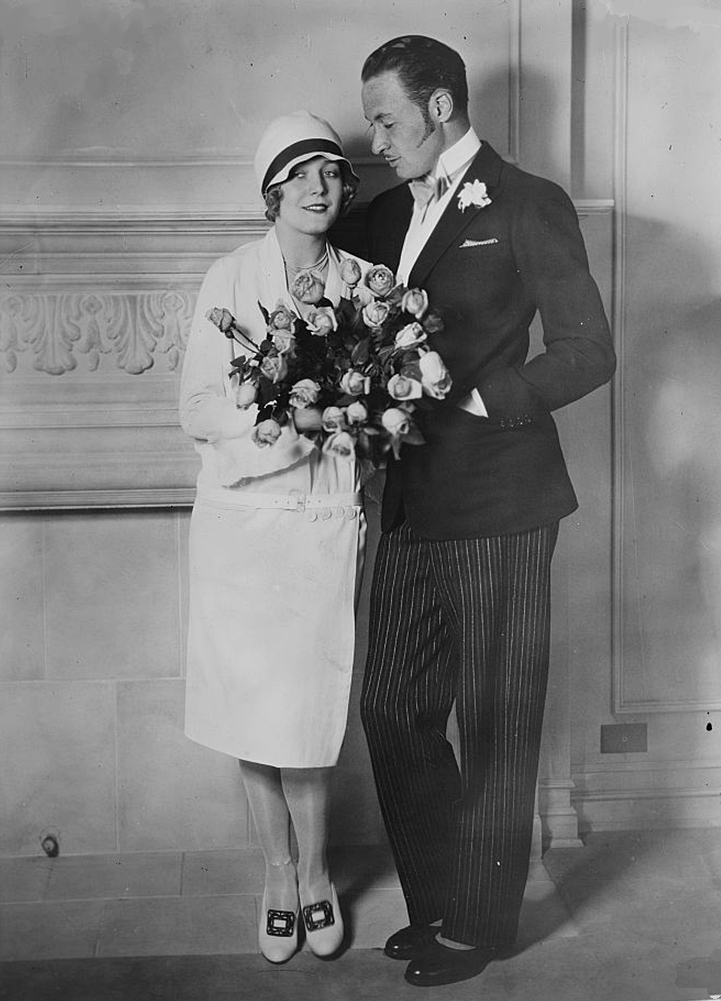
Az esküvői képe
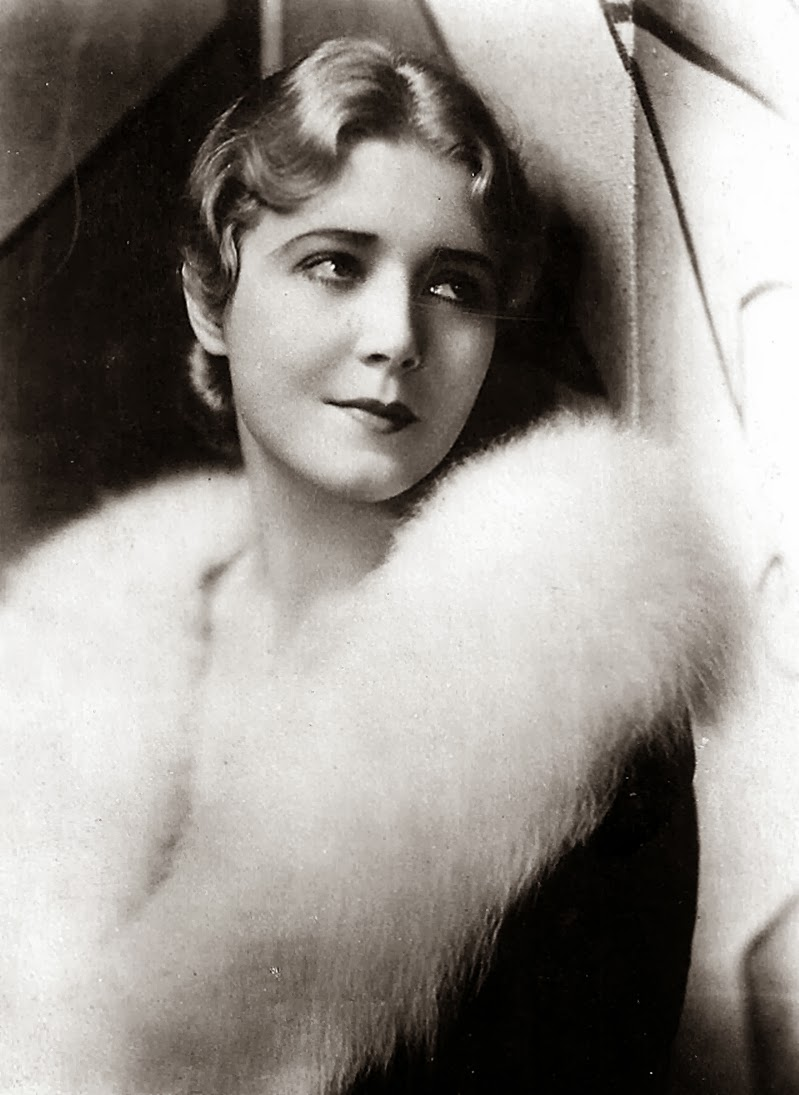
Bánky Vilma 1928-ban
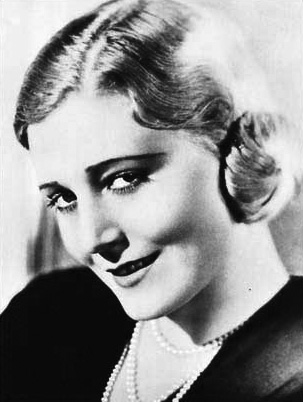
Reklámfotó 1930-ból
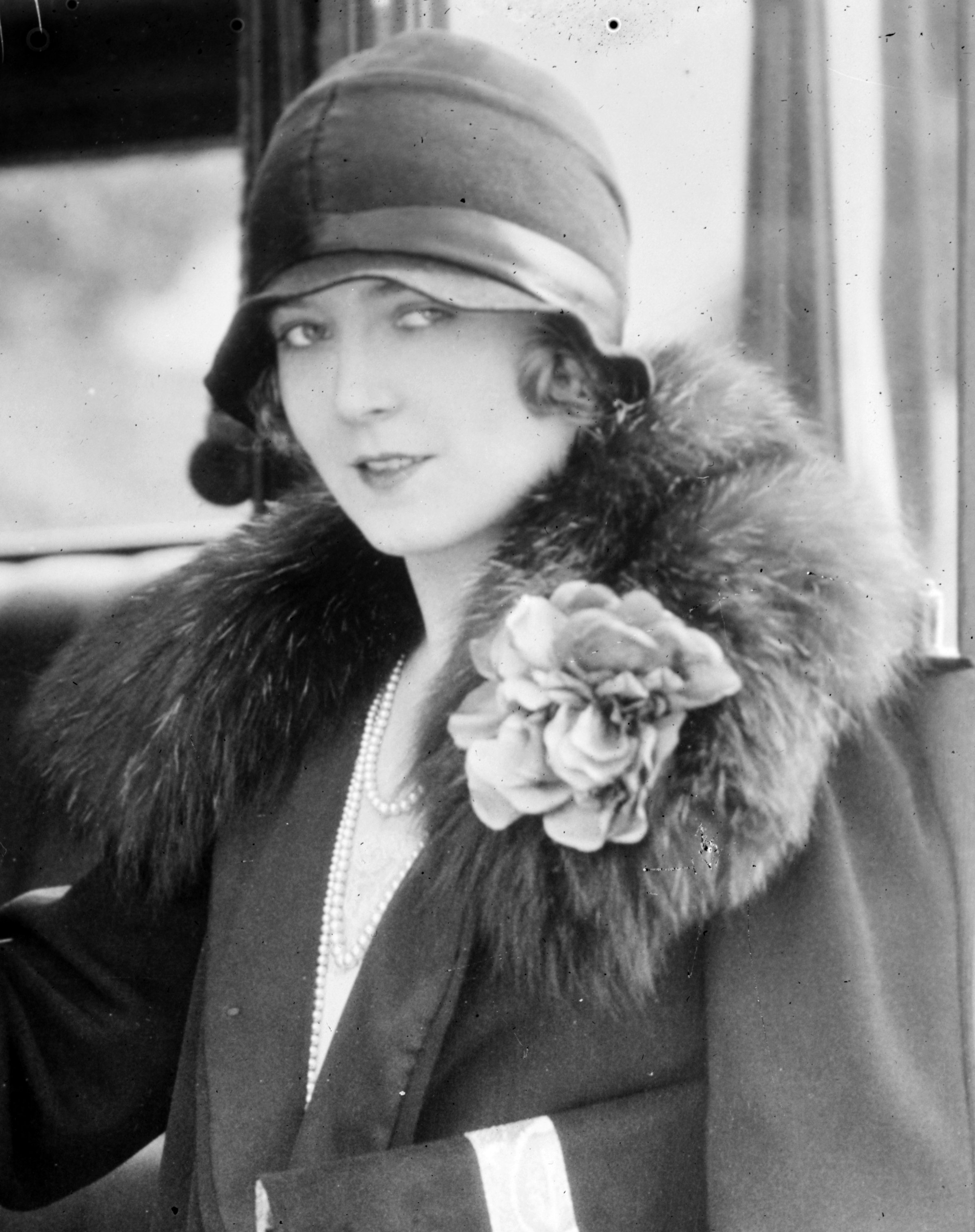
Bánky Vilma portréja

### A hollywoodi karrier után
A harmincas évektől már jobbára az üzleti élettel, ingatlanok adás-vételével foglalkozott. Jótékonysági célból nonprofit alapítványt hozott létre, a Banky–La Rocque Foundationt, amely amatőr sportversenyektől kezdve a gyermekek és állatok támogatásáig sok mindennel foglalkozott. Hollywoodi háza egyfajta magyar kulturális centrumként működött. Szívesen fogadta az óceánon túlra vetődött honfitársait és segítette őket tehetségéhez mérten. Megfordult nála Molnár Ferenc, Bús-Fekete László és Lengyel Menyhért is.
A második világháború igen megviselte, hiszen teljesen elszakította családjától, és az is lehetetlenné vált, hogy szüleinek pénzt küldjön haza. Meglátogatásukról meg szó sem lehetett. Szülei szegénységben haltak meg Magyarországon úgy, hogy utoljára 1928-ban látta őket. A hangosfilmek megjelenése után szinte elfelejtkeztek róla. Az 1930-as években mindössze két produkcióban szerepelt, azután 1930–1955 között férjével Rod La Rocque-kal már csak színpadon lépett fel. Házasságukból nem született gyermek, de több mint egymillió dollárt adományoztak gyermekek oktatására. Bátyja fia Argentínába emigrált, vele és családjával tartott fenn levelező kapcsolatot.
Az 1950-es években női golfversenyeken tűnt fel játékosként, és komoly sporteredményeket ért el, ezzel ismét hírességként lehetett olvasni róla a bulvár lapokban. Szenvedélyes golfozóként még nyolcvanéves korábban is aktívan játszott.
Férje halála után, 1969-től haláláig visszavonultan élt, és már nem vállalt szerepeket. Férje húgával, sógornőjével, Monique-kal tartott szorosabb kapcsolatot, és súlyos betegségekor a már szintén idős hölgy járt hozzá látogatóba. 1991. március 18-án, 90 éves korában hunyt el szívelégtelenségben egy hollywoodi kórházban. Halálos ágyán állítólag megneheztelt azon ismerőseire, akik nem látogatták meg, ezért azt kérte ügyvédjétől, hogy ne hozzák egyből nyilvánosságra halálának időpontját. Hamvait férjéhez hasonlóan a tengerbe szórták.

## Emlékezete
Huszonhat film készült vele, melyek közül sok elveszett, mindössze nyolc maradt meg teljes hosszúságban az utókornak: Hotel Potemkin, Max, der Zirkuskönig, A sejk fia, Barbara Worth győzelme, A szerelem éjszakája, Az asszony, akit szeretek és A lázadó. A sejk fia csókjelenete, amelyet Rudolph Valentinóval ad elő, Giuseppe Tornatore Cinema Paradiso című 1988-as filmjében is látható.
Életéről 2010-ben Rachel A. Schildgen jelentetett meg könyvet Több mint egy álom: Bánky Vilma életének és filmjeinek ismételt felfedezése. (Angol címe: More Than a Dream: Rediscovering the Life and Films of Vilma Banky). A hollywoodi hírességek sétányán csillagot kapott a 7021 Hollywood Blvd szám alatt.
2023 óta nevét őrzi az 567490 Bánkyvilma kisbolygó.

## Filmszerepei
- A lázadó (The Rebel) (1933)

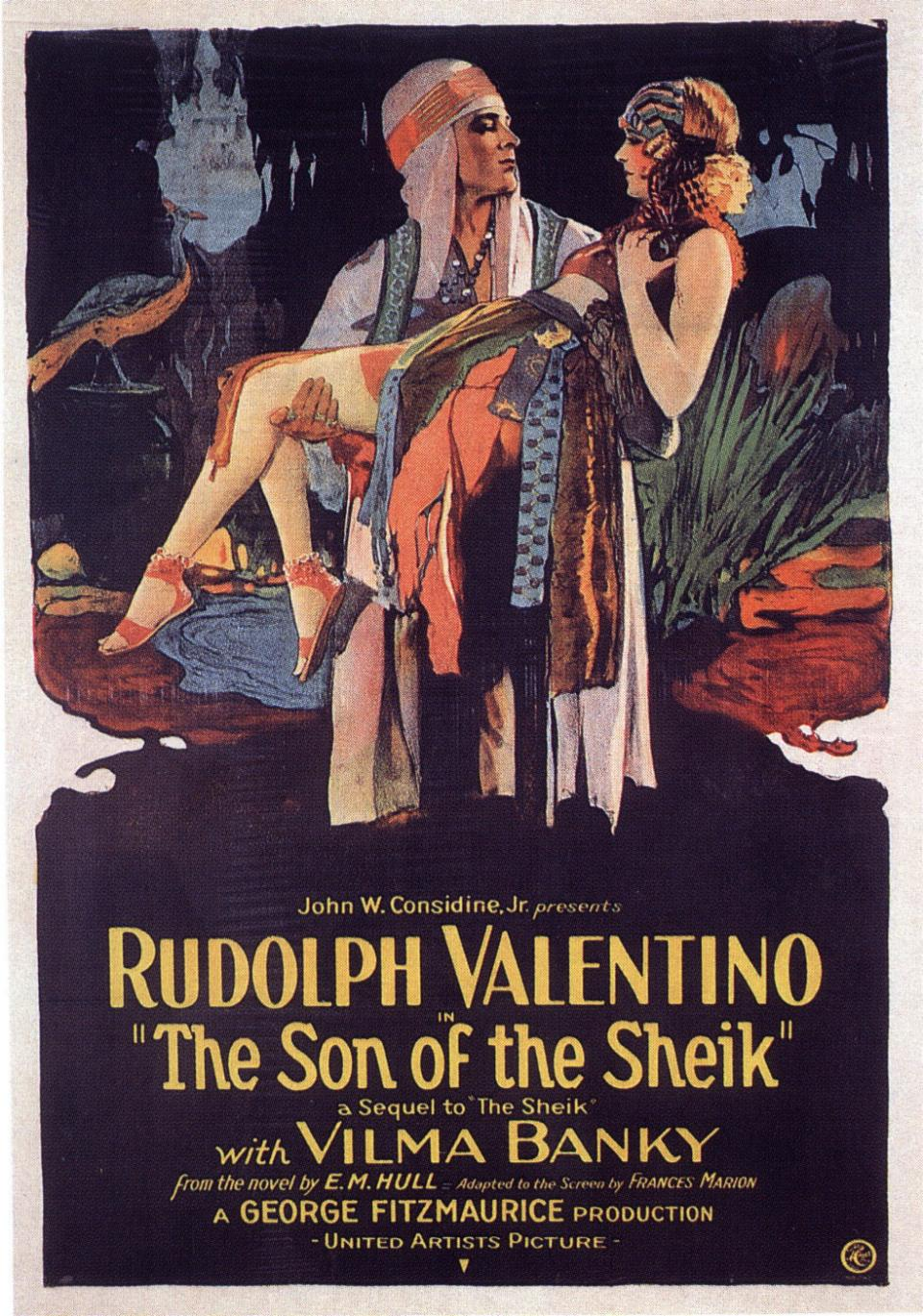
A sejk fia című némafilm posztere (1926)

- Az asszony, akit szeretek (A Lady to Love) (1930)
- This Is Heaven (1929)
- The Awakening (1928)
- Két szerelmes (Two Lovers) (1928)
- Die Dame von Paris (1927)
- Bűvös láng (The Magic Flame) (1927)
- A szerelem éjszakája (The Night of Love) (1927)
- Barbara Worth győzelme (The Winning of Barbara Worth) (1926)
- A sejk fia (1926)
- Soll man heiraten? (1925)
- A fekete sas (1925)
- A sötét angyal (The Dark Angel) (1925)
- Hotel Potemkin (1924)
- A szép kaland (Das Schöne Abenteuer) (1924)
- A tiltott ország (Das Verbotene Land) (1924)
- Der Zirkuskönig (1924)
- Die Letzte Stunde (1924)
- Az arckép (Das Bildnis) (1924)
- A halott szerelme (1922)
- Kauft Mariett-Aktien (1922)
- A boldogság mostohagyermekei (Schattenkinder des Glücks) (1922)
- Galathea (1921)
- Veszélyben a pokol (1921)
- Tavaszi szerelem (1920)
- Im Letzten Augenblick (1919)

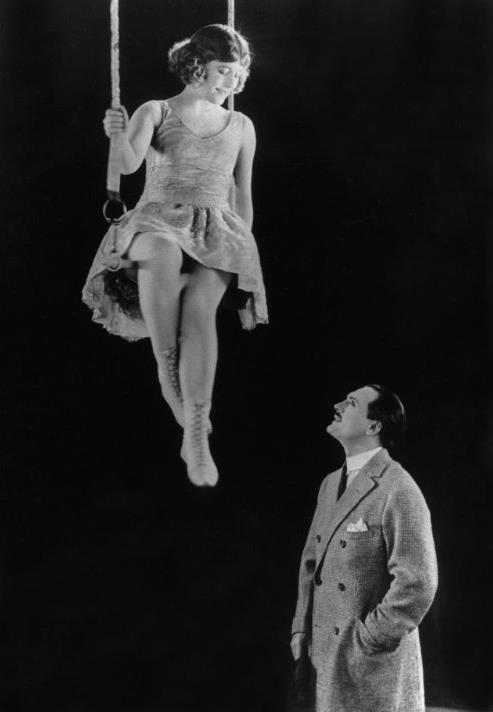
Édouard-Émile Violet és Bánky Vilma a „Cirkusz királya” című filmben
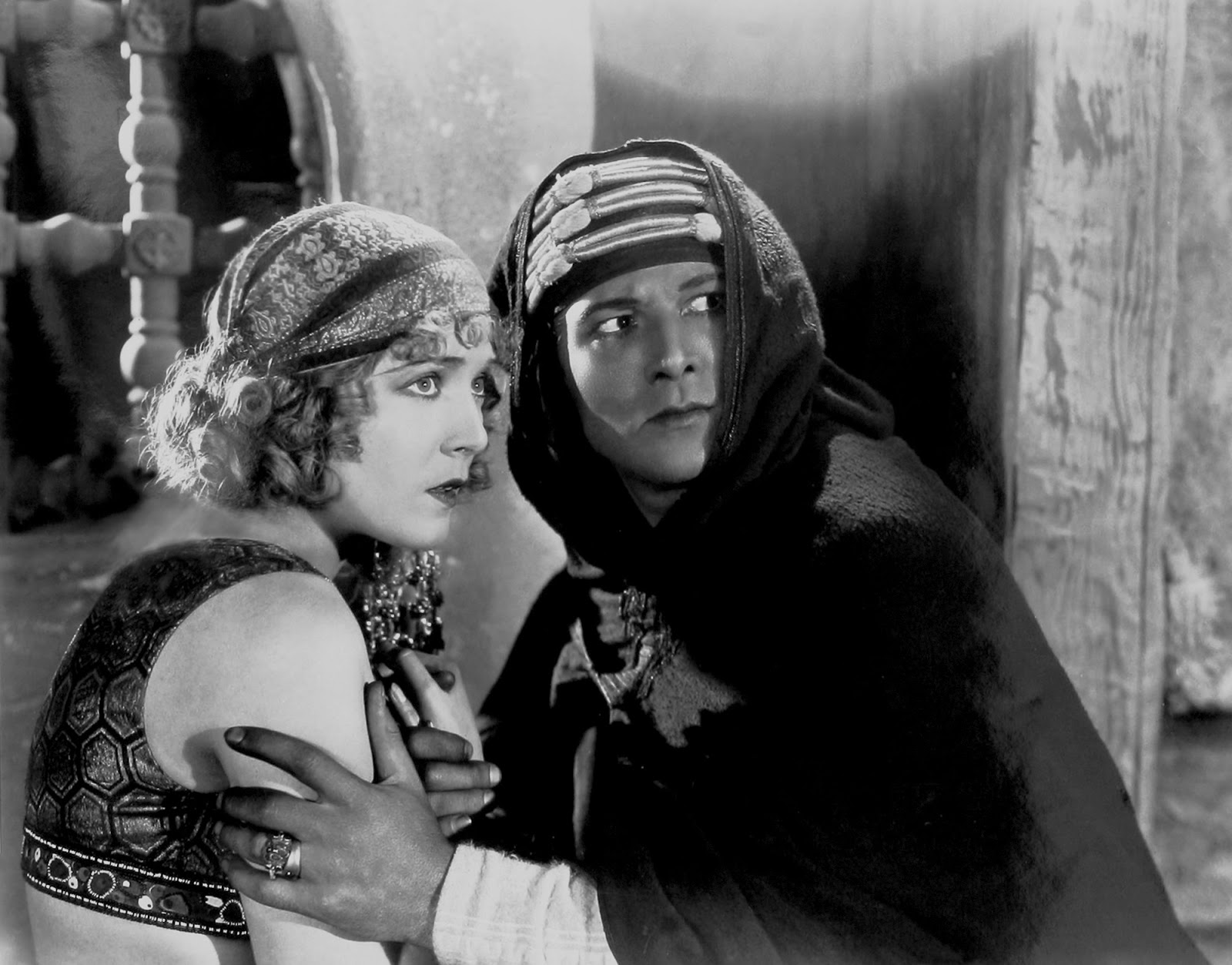
Rudolph Valentinóval „A sejk fia” című filmben
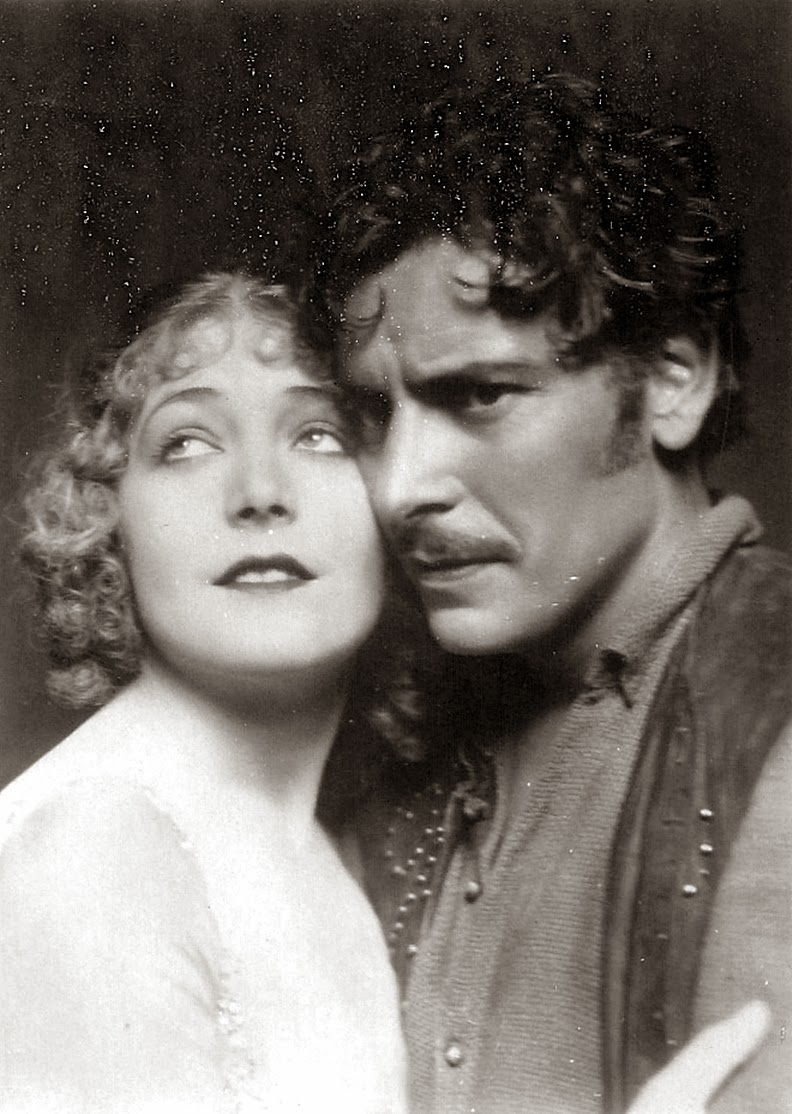
Ronald Colmannal „A szerelem éjszakája” című filmben
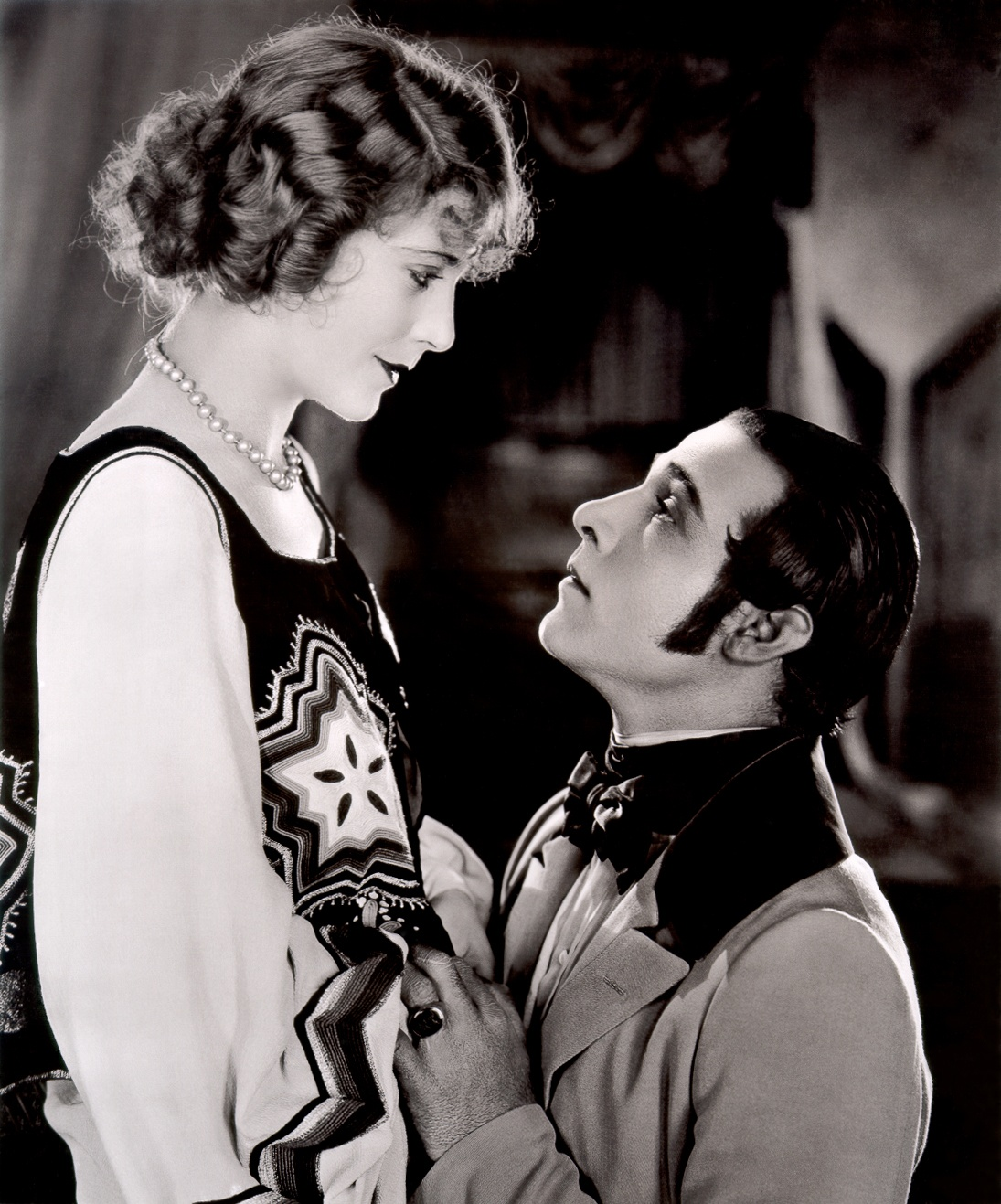
Rudolph Valentinóval „A fekete sas” című filmben